# 韓国鉄道7000形ディーゼル機関車
7000形ディーゼル機関車は、韓国鉄道公社（KORAIL）が運用していた旅客列車牽引用電気式ディーゼル機関車である。1988年ソウルオリンピックに備え新たに製作された流線型セマウル号の専用牽引機として1986年から1987年にかけて15両が投入された。起亜自動車のボンゴに似ていることから「ボンゴ」の愛称がある。
電気的回路構成は主電動機6個永久並列となっており、運行中の直並列渡りによる衝撃はないが、起動加速力が弱い。初期には発電車 (電源車) なしに運転するために、エンジン直結の客車への電源供給装置を装備していた。特有の流線型構造のために、片運転台となった。それにより後方の視野確保が困難なために、逆向運転時の最高速度は 25km/hに制限され、貨物列車牽引にはほとんど使用されることがなかった。
客車への電源供給装置は、当初より多くの問題を引き起こした。この装置を使うにはエンジンを連続運転状態にしなければならず、停車中の燃料消費とばい煙、また騒音による苦情が多かった。結局、エンジンと連結されている発電機の軸の故障により、この装置は撤去されることになった。
法定耐用年数の経過により、2011年から2012年にかけて全車が退役した。2011年に運用終了した7001号は鉄道記念物に指定され、釜山広域市釜山鎮区の釜山鉄道車両整備団で保存されている。それ以外の14両は廃車後、すべて解体処分された。

## 登場作品
韓国で製作されたアニメーション「チビ列車ティティポ」の主人公ティティポのモデルにもなったが、車軸配置がB'o-B'oになっている、運転室の窓が1枚になっている、実車にはない運転室上のライトが備わっている等実車とは異なる部分が幾つか見受けられる。